# 高志超
高志超（Chi Chiu Goldbert，1981年8月1日—），是一名前香港職業足球員，司職守門員，25歲高掛球靴，轉職教練。高志超曾經入選香港代表隊，亦曾兩度當選香港最佳年青球員，球員年代曾效力快譯通、流浪和傑志等知名球會。

## 簡曆
高志超小學畢業於牛頭角路德會聖馬太小學，曾就讀觀塘功樂官立中學，代表過香港隊出賽奧運外圍賽及釜山亞運會，2001/02年及2002/03年兩屆香港最佳足球明星選舉最佳年青球員，曾為香港甲組足球聯賽球隊傑志的球員兼守門員教練及負責青年隊訓練工作，並在now寬頻電視體育平台擔任足球評述員，高志超曾為劉德華旗下經理人公司加際娛樂的合約藝人。

## 外部連結
- 香港足總球員資料：高志超 （页面存档备份，存于）
- 傑志官網：管理層簡介 （页面存档备份，存于）